# Pentaérythritol
Le pentaérythritol est un composé organique de formule semi-développée C(CH2OH)4. Ce polyol blanc et cristallin avec un squelette néopentane est une brique polyvalente pour la préparation de nombreux composés multifonctionnalisés comme l'explosif PETN ou le tétraacrylate de pentaérythritol. Les dérivés du pentaérythritol sont des composants des résines glycéro, tackifiantes, des vernis, des stabilisateurs du PVC, des esters de tallöl et des antioxydants d'oléfines
Les esters du pentaérythritol sans halogène sont aussi une solution de remplacement des autres liquides de transformateurs électriques plus respectueuse de l'environnement en étant à la fois vraiment biodégradables et non dangereux dans l'eau. Ils se substituent avantageusement aux polychlorobiphényles (PCB) et même aux liquides à base de silicone ou aux hydrocarbures fluorés, comme fluides diélectriques dans les transformateurs. Leur faible volatilité et leur haut point éclair leur donne une excellente résistance à l'inflammation en cas de panne d'électricité majeure et de rupture de transformateur.

## Synthèse
Le pentaérythritol peut être préparé par condensation d'acétaldéhyde et de formaldéhyde en milieu basique. Le processus inclut des aldolisations successives suivie d'une réaction de Cannizzaro. Les impuretés produites sont le dipentaérythritol et le tripentaérythritol:
2 CH3CHO + 8 CH2O +  Ca(OH)2 → 2 C(CH2OH)4 + (HCOO)2Ca